# D82
D82는 대한민국의 인디 록밴드이다. 2022년 노래 '70's Night'로 데뷔했다.

## 방송
- 그레이트 서울 인베이전 (2022) - Top8

## 음반
- 그레이트 서울 인베이전 Section 2 (2022)
- 그레이트 서울 인베이전 Section 5 (2022)
- 그레이트 서울 인베이전 Section 6 (2022)

## 공연
- 그레이트 서울 인베이전 전국투어 콘서트 (2022)
- 그랜드 민트 페스티벌 2022 (2022)

## 작사/작곡/편곡
- D82 <70's Night> (2022)
- D82 <Fly Again> (2022)
- D82 <Dangerous Night (Feat. SURAN (수란))> (2022)